# Lasker (Carolina del Nord)
Lasker és una població dels Estats Units a l'estat de Carolina del Nord. Segons el cens del 2000 tenia 103 habitants.

## Demografia
Segons el cens del 2000, Lasker tenia 103 habitants, 48 habitatges i 33 famílies. La densitat de població era de 31,6 habitants per km².
Dels 48 habitatges en un 27,1% hi vivien nens de menys de 18 anys, en un 58,3% hi vivien parelles casades, en un 6,3% dones solteres, i en un 31,3% no eren unitats familiars. En el 29,2% dels habitatges hi vivien persones soles el 12,5% de les quals corresponia a persones de 65 anys o més que vivien soles. El nombre mitjà de persones vivint en cada habitatge era de 2,15 i el nombre mitjà de persones que vivien en cada família era de 2,61.
Per edats la població es repartia de la següent manera: un 19,4% tenia menys de 18 anys, un 4,9% entre 18 i 24, un 27,2% entre 25 i 44, un 27,2% de 45 a 60 i un 21,4% 65 anys o més.
L'edat mediana era de 44 anys. Per cada 100 dones de 18 o més anys hi havia 76,6 homes.
La renda mediana per habitatge era de 31.607 $ i la renda mediana per família de 31.875 $. Els homes tenien una renda mediana de 31.250 $ mentre que les dones 18.125 $. La renda per capita de la població era de 51.432 $. Entorn del 10% de les famílies i el 10,1% de la població estaven per davall del llindar de pobresa.

## Poblacions més properes
El següent diagrama mostra les poblacions més properes.